# Olympique Alès
Olympique Alès is een Franse voetbalclub in Alès, Occitanie die in 1923 werd opgericht. De club speelt in de Ligue d'Honneur.

## Geschiedenis van de club
In 1923 ontstond Olympique Alès uit de fusie van drie clubs: Red Star, Boxing en CS des Cheminots. In 1963 fuseerde Olympique Alès met Cévennes Sport. In 1970 werd de volledige naam van de club Olympique Alès en Cévennes. De professionele afdeling van de club werd in periode 1961-1970 opgeheven.
- 1932-'33 : Division 1 (later werd dit de Ligue 1)
- 1933-'34 : Division 2 (later werd dit de Ligue 2)
- 1934-'36 : Division 1
- 1936-'39 : Division 2
- 1939-'45 : Groupe Sud
- 1945-'47 : Division 2
- 1947-'48 : Division 1
- 1948-'57 : Division 2
- 1957-'59 : Division 1
- 1959-'61 : Division 2

- 1970-'71 : Division 2
- 1971-'77 : Division 3
- 1977-'80 : Division 2
- 1980-'82 : Division 3
- 1982-'96 : Division 2
- 1996-'97 : Division 3
- 1997-'00 : CFA (Het kampioenschap voor Franse Amateurclubs - Division 4)
- 2000-'03 : Division 3
- 2003-'06 : Division d'Honneur
- 2006-'07: Division Languedoc-Roussilon
- 2007-'13: Division d'Honneur
- 2013-'??: Championnat National 3 (tot 2017 CFA2)

## Bekende (oud-)spelers
- Michel Dussuyer
- Roman Ogaza
- Franck Ribéry
- Jean Batmale
- Bernard Bosquier
- James Debbah
- Cédric Barbosa